# Justin Chambers
Justin Chambers (n. 11 iulie 1970, Springfield, Ohio, S.U.A.) este un actor și fost fotomodel american. El este cunoscut pentru rolul lui Dr. Alex Karev din serialul american Anatomia lui Grey.

## Viață personală
Din 1993 este căsătorit cu Keisha Chambers, având împreună 5 copii.

## Filmografie

### Film
| An   | Titlu                                  | Rol                     | Note            |
| ---- | -------------------------------------- | ----------------------- | --------------- |
| 1999 | Liberty Heights                        | Trey Tobelseted         |                 |
| 2001 | The Wedding Planner                    | Massimo                 |                 |
| 2001 | The Musketeer                          | D'Artagnan              |                 |
| 2002 | Leo                                    | Ryan Eames              |                 |
| 2003 | For Which It Stands                    | German Soldier          | Scurtmetraj     |
| 2005 | Southern Belles                        | Rhett Butler            |                 |
| 2005 | The Zodiac                             | Inspector Matt Parish   |                 |
| 2008 | Lakeview Terrace                       | Donnie Eaton            |                 |
| 2010 | The Happiest Man Alive                 | Sherman                 | Scurtmetraj     |
| 2013 | Broken City                            | Ryan Blake              |                 |
| 2013 | Justice League: The Flashpoint Paradox | The Flash / Barry Allen | Direct-to-video |